# Batalla de Tabfarilla
La batalla de Tabfarilla del 1056 va enfrontar als almoràvits dirigits per l'emir lamtuna Yahya ibn Úmar al-Lamtuní contra les tropes rebels dels Sanhadja.
El primer cap militar dels almoràvits, Yahya ibn Ibrahim va morir al voltant de 1054, sent substituït per Yahya ibn Úmar al-Lamtuní. Es va desencadenar una revolta entre els sanhadja, que formaven part de l'exèrcit dels almoràvits i Abd-Al·lah ibn Yassín, cap espiritual dels almoràvits, que es manté a Sijilmassa pels disturbis, va encomanar a al-Lamtuní restablir l'ordre, on va amb els takrur i decideix donar la batalla, sent derrotats els almoràvits i Yahya ibn Úmar mort en combat.